# Passionels Tagebuch
Passionels Tagebuch è un cortometraggio muto del 1914 diretto da Louis Ralph. Fu l'esordio cinematografico di Emil Jannings e il secondo film della carriera di Adele Sandrock, una famosa attrice teatrale.